# Patryki (Białoruś)
Patryki (biał. Патрыкі; ros. Патрики) – wieś na Białorusi, w obwodzie brzeskim, w rejonie kobryńskim, w sielsowiecie Chidry. Obok wsi znajduje się węzeł dróg magistralnych  i .
W Rzeczypospolitej Obojga Narodów istniało wójtostwo patrykowskie. W XIX w. wieś, okolica szlachecka i 4 folwarki. W dwudziestoleciu międzywojennym leżały w Polsce, w województwie poleskim, w powiecie kobryńskim. Wówczas istniał jeszcze majątek ziemski Patryki.